# Sil Austin
Sylvester „Sil“ Austin  (* 17. September 1929 in Dunnellon, Florida; † 1. September 2001 in College Park, Maryland) war ein US-amerikanischer Tenorsaxophonist im Bereich des Rhythm & Blues  und der Populären Musik.

## Leben
Sil Austin begann autodidaktisch Saxophon zu spielen und war stark von Saxophonisten wie Coleman Hawkins und Lester Young beeinflusst; 1945 gewann er einen Amateurwettbewerb in Saint Petersburg mit dem Jazz-Standard „Danny Boy“. Er wurde danach vom Label Mercury Records unter Vertrag genommen und zog nach New York, wo er an der Juilliard School of Music studierte. Austin spielte kurz bei Roy Eldridge, dann von 1952 bis 1954 bei Tiny Bradshaw, bevor er dann eine eigene Formation gründete, mit der er auf Tourneen ging. Er nahm über 30 Alben für Mercury auf und hatte auch einige Hits in den Top 40 mit Titeln wie „Danny Boy“, der inzwischen seine Erkennungsmelodie war, sowie „Slow Walk“ (mit Ace Harris am Piano) und „My Mother’s Eyes“. 1961/62 war Chuck Rainey Mitglied seiner Band.

## Diskografische Hinweise
- Everything’s Shakin’ (Mercury, 1957)
- Battle Royal (Mercury, 1959)
- Plays Pretty for the People (Mercury, 1961)